# Distretto di Ogachi
Il distretto di Ogachi (雄勝郡, Ogachi-gun?) è uno dei distretti della prefettura di Akita, in Giappone.
Attualmente fanno parte del distretto i comuni di Higashinaruse e Ugo.
| Controllo di autorità | VIAF (EN) 256205686 · NDL (EN, JA) 00400276 |